# Tobias Bader
Hans Olof Tobias Bader, född 26 februari 1986 i Örebro, är en svensk professionell dansare och danslärare som från 2012 medverkar som dansare i TV-programmet Let's Dance på TV4. Han började dansa vid åtta års ålder och har tagit tjugo SM- och VM-guld samt tre silver och brons i samma tävlingar. Han har även dansskolan Baders Academy of Dance i Liljeholmen i Stockholm samt Tobias Bader Dans & Event.
2006 medverkade Bader i TV-programmet Floor Filler på TV3 där blandat Ida Warg och Sean Banan (Sina Samadi) även tävlade.